# Tipula kiddana
Tipula kiddana är en tvåvingeart som beskrevs av Alexander 1966. Tipula kiddana ingår i släktet Tipula och familjen storharkrankar.
Artens utbredningsområde är Pakistan. Inga underarter finns listade i Catalogue of Life.